# Турнон-Сен-Мартен (кантон)
Турно́н-Сен-Марте́н (фр. Tournon-Saint-Martin) — кантон во Франции, находится в регионе Центр. Департамент кантона — Эндр. Входит в состав округа Ле-Блан.
Код INSEE кантона — 3621. Всего в кантон Турнон-Сен-Мартен входят 10 коммун, из них главной коммуной является Турнон-Сен-Мартен.

## Коммуны кантона
| Коммуна           | Население, чел | Почтовый индекс | Код INSEE |
| ----------------- | -------------- | --------------- | --------- |
| Ленже             | 280            | 36220           | 36096     |
| Люре              | 239            | 36220           | 36104     |
| Люрей             | 275            | 36220           | 36105     |
| Мартизе           | 1 042          | 36220           | 36113     |
| Мериньи           | 566            | 36220           | 36119     |
| Неон-сюр-Крёз     | 394            | 36220           | 36137     |
| Прёйи-ла-Виль     | 165            | 36220           | 36167     |
| Созель            | 250            | 36220           | 36213     |
| Турнон-Сен-Мартен | 1 230          | 36220           | 36224     |
| Фонтгомбо         | 269            | 36220           | 36076     |

## Население
Население кантона на 2007 год составляло 4 710 человек.
| 1962  | 1968  | 1975  | 1982  | 1990  | 1999  | 2006  | 2007  |
| ----- | ----- | ----- | ----- | ----- | ----- | ----- | ----- |
| 5 652 | 5 944 | 5 428 | 5 428 | 4 945 | 4 667 | 4 713 | 4 710 |